# Table des caractères Unicode/U11000
Cette page contient des caractères spéciaux ou non latins. S’ils s’affichent mal (▯, ?, etc.), consultez la page d’aide Unicode.
Table des caractères Unicode U+11000 à U+1107F.

## Brahmî(Unicode 6.0 à 14.0)
Utilisés pour l’écriture avec l’ancien alphasyllabaire (ou abugida) brahmî ou gupta, dont dérivent de nombreuses écritures indiennes et du sud-est-asiatique.

### Table des caractères
| en fr   | 0 | 1 | 2 | 3 | 4 | 5 | 6 | 7 | 8 | 9 | A | B | C | D | E | F   |
| ------- | - | - | - | - | - | - | - | - | - | - | - | - | - | - | - | --- |
| U+11000 | 𑀓𑀀 | 𑀓𑀁 | 𑀓𑀂 | 𑀃 | 𑀄 | 𑀅 | 𑀆 | 𑀇 | 𑀈 | 𑀉 | 𑀊 | 𑀋 | 𑀌 | 𑀍 | 𑀎 | 𑀏   |
| U+11010 | 𑀐 | 𑀑 | 𑀒 | 𑀓 | 𑀔 | 𑀕 | 𑀖 | 𑀗 | 𑀘 | 𑀙 | 𑀚 | 𑀛 | 𑀜 | 𑀝 | 𑀞 | 𑀟   |
| U+11020 | 𑀠 | 𑀡 | 𑀢 | 𑀣 | 𑀤 | 𑀥 | 𑀦 | 𑀧 | 𑀨 | 𑀩 | 𑀪 | 𑀫 | 𑀬 | 𑀭 | 𑀮 | 𑀯   |
| U+11030 | 𑀰 | 𑀱 | 𑀲 | 𑀳 | 𑀴 | 𑀵 | 𑀶 | 𑀷 | 𑀓𑀸 | 𑀓𑀹 | 𑀓𑀺 | 𑀓𑀻 | 𑀓𑀼 | 𑀓𑀽 | 𑀓𑀾 | 𑀓𑀿   |
| U+11040 | 𑀓𑁀 | 𑀓𑁁 | 𑀓𑁂 | 𑀓𑁃 | 𑀓𑁄 | 𑀓𑁅 | 𑀓𑁆 | 𑁇 | 𑁈 | 𑁉 | 𑁊 | 𑁋 | 𑁌 | 𑁍 |   |     |
| U+11050 |   |   | 𑁒 | 𑁓 | 𑁔 | 𑁕 | 𑁖 | 𑁗 | 𑁘 | 𑁙 | 𑁚 | 𑁛 | 𑁜 | 𑁝 | 𑁞 | 𑁟   |
| U+11060 | 𑁠 | 𑁡 | 𑁢 | 𑁣 | 𑁤 | 𑁥 | 𑁦 | 𑁧 | 𑁨 | 𑁩 | 𑁪 | 𑁫 | 𑁬 | 𑁭 | 𑁮 | 𑁯   |
| U+11070 | 𑀓𑁰 | 𑁱 | 𑁲 | 𑀓𑁳 | 𑀓𑁴 | 𑁵 |   |   |   |   |   |   |   |   |   | BNJ |

### Historique

#### Version initiale Unicode 6.0
Modèle:Table des caractères Unicode 6.0/U11000

#### Compléments Unicode 7.0
Modèle:Table des caractères Unicode 7.0/U11000

#### Compléments Unicode 14.0
Modèle:Table des caractères Unicode 14.0/U11000